# Haringhuizen
Haringhuizen is een dorp in de gemeente Hollands Kroon in de Nederlandse provincie Noord-Holland. Het is eeuwenlang een tweelingdorp geweest met Barsingerhorn; deze twee dorpen vormden samen ooit de stad Barsingerhorn.
Op 1 januari 2007 waren er 110 inwoners, die bijna allemaal aan dezelfde straat wonen. Sinds 2005 staan er nieuwbouwwoningen aan de Muggenburgerweg. In 2018 was het inwonertal gestegen naar 190. In 2023 had het dorp 180 inwoners.

## Geschiedenis
Het dorp Haringhuizen - voor het eerst genoemd wanneer Suw van Harinxhuysen in 1123 begraven wordt binnen de muren van de abdij van Egmond - is ontstaan toen het waddengebied ten zuiden van Barsingerhorn in de 12e eeuw langzaam droogviel. Na de bouw van een kerk in 1325 werd het dorp ook wel Niewkerck genoemd. Op 12 mei 1415 kreeg het tezamen met Barsingerhorn stadsrechten van graaf Willem VI.
Lang hebben de dorpen Barsingerhorn en Haringhuizen een tweelingdorp gevormd. Het burgerlijke en kerkelijke bestuur werden gedeeld. Na 1815 kreeg Haringhuizen een eigen predikant.
De invoering van de postcode in 1978 leidde tot problemen, omdat beide dorpen - drie kilometer van elkaar - beschikten over dezelfde cijfercombinatie. Post werd soms verkeerd bezorgd, hulpdiensten wisten het dorp niet te vinden en sommige routeplanners wezen de weg naar het verkeerde dorp. Op 2 september 2003 kwamen inwoners van Haringhuizen bijeen in het lokale dorpshuis, naar aanleiding van het plan van het college van burgemeester en wethouders van Niedorp om de plaatsnaam Haringhuizen te schrappen. De naam van het dorp zou dan terugkomen in de straatnaam 'Haringhuizen' te Barsingerhorn. De dorpsbewoners waren het hier niet mee eens, waarna het college een aparte postcode moest afdwingen bij TPG Post. In de commissie Bestuurszaken in Niedorp van 7 oktober 2004 werd besproken of het mogelijk was een postcodewijziging te maken als inwoners een deel zelf betaalden. Op 23 juni 2005 maakte de gemeenteraad van Niedorp bekend dat €10.000,- beschikbaar gesteld werd om de postcode te veranderen. Het KRO-televisieprogramma Ook dat nog! besteedde ook aandacht aan dit probleem. Op 1 juni 2006 kreeg Haringhuizen de postcodes 1769 HA en HB.
Tijdens de raadsvergadering waarin met algemene stemmen het positieve besluit voor Haringhuizen werd genomen, verscheen een feestelijk exemplaar van 'd Opregte Haringhuyser Coerant.

## Willibrorduskerk

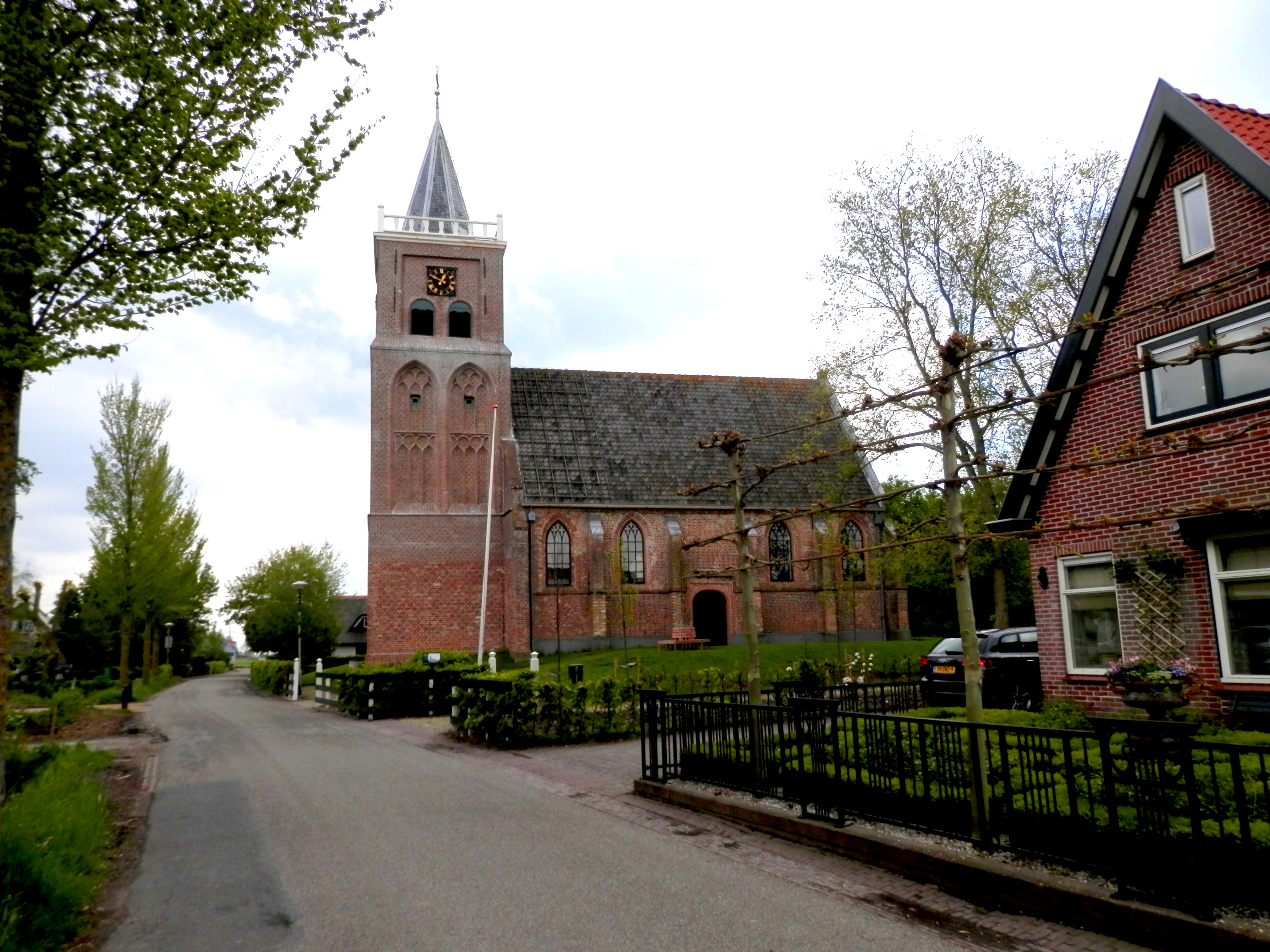
De Willibrorduskerk in Haringhuizen

De Willibrorduskerk ligt op een kunstmatige terp waaromheen het dorp ligt.